# Orius pumilio
Orius pumilio är en insektsart som först beskrevs av Champion 1900.  Orius pumilio ingår i släktet Orius och familjen näbbskinnbaggar. Inga underarter finns listade i Catalogue of Life.